# Bethânia Bem de Perto - A Propósito de um Show
Bethânia Bem de Perto - A Propósito de um Show é um filme documentário brasileiro de 1966, dirigido por Júlio Bressane e Eduardo Escorel.

## Sinopse
Bethânia Bem de Perto’ (1966), filme de Júlio Bressane, feito em 1966 em preto e branco nos mostra cantora Maria Bethânia recém chegada ao Rio de Janeiro, para iniciar a sua carreira, iniciou sua trajetória em substituir Nara Leão no teatro, passeando pela cidade e na intimidade da sua casa com amigos como Macalé, Rosinha de Valença e Caetano Veloso.